# Rhithrogena carpatoalpina
Rhithrogena carpatoalpina is een haft uit de familie Heptageniidae. De wetenschappelijke naam van de soort is voor het eerst geldig gepubliceerd in 1987 door Klonowska, Olechowska, Sartori & Weichselbaumer.
De soort komt voor in het Palearctisch gebied.